# Щемиловка (Крым)
Щемиловка (укр. Щемилівка, крымскотат. Şçemilovka, Щемиловка) — исчезнувшее село на территории городского округа Армянск Республики Крым, располагавшееся на севере округа, у Перекопской крепости на Перекопском перешейке.

## История
Впервые в исторических документах селение встречается, как Слобода Щемиловка на трёхверстовой карте 1865—1876 года, на территории Ишуньской волости Перекопского уезда. В следующий раз название встречается на карте Крымского статистического управления 1922 года, как селение с менее, чем 10 дворами. Щемиловка находилась в Ишуньском районе Джанкойского округа («наследника» бывшего Перекопского уезда). 11 октября 1923 года, согласно постановлению ВЦИК, в административное деление Крымской АССР были внесены изменения, в результате которых округа были отменены, Ишуньский район упразднён и село вошло в состав Джанкойского района. Согласно Списку населённых пунктов Крымской АССР по Всесоюзной переписи 17 декабря 1926 года, в селе Щемиловка, Армяно-Базарского сельсовета Джанкойского района, числилось 47 дворов, все крестьянские, население составляло 181 человек, из них 140 русских, 41 украинец. На километровой карте РККА 1941 года в Щемиловке обозначено 95 дворов. В последний раз в доступных источниках Щемиловка встречается в сводке Совинформбюро от 10 апреля 1944 года, как освобождённая войсками 4 Украинского фронта в ходе штурма Перекопа.